# Estação Hôtel de Ville (Metrô de Paris)
Hôtel de Ville é uma das estações das linhas 1 e 11 do Metrô de Paris, localizada no 4.º arrondissement de Paris.

## Localização
A estação se situa na borda da Place de l'Hôtel-de-Ville, as plataformas sendo estabelecidas:
- as plataformas da linha 1 (entre a estação de correspondência Châtelet e a estação Saint-Paul) estão sob a rue de Rivoli, entre a Place de l'Hôtel-de-Ville e a rue de Lobau;
- as plataformas da linha 11 (entre o terminal de Châtelet e a estação Rambuteau) estão sob a rue du Renard ao norte da rue de Rivoli.

## História

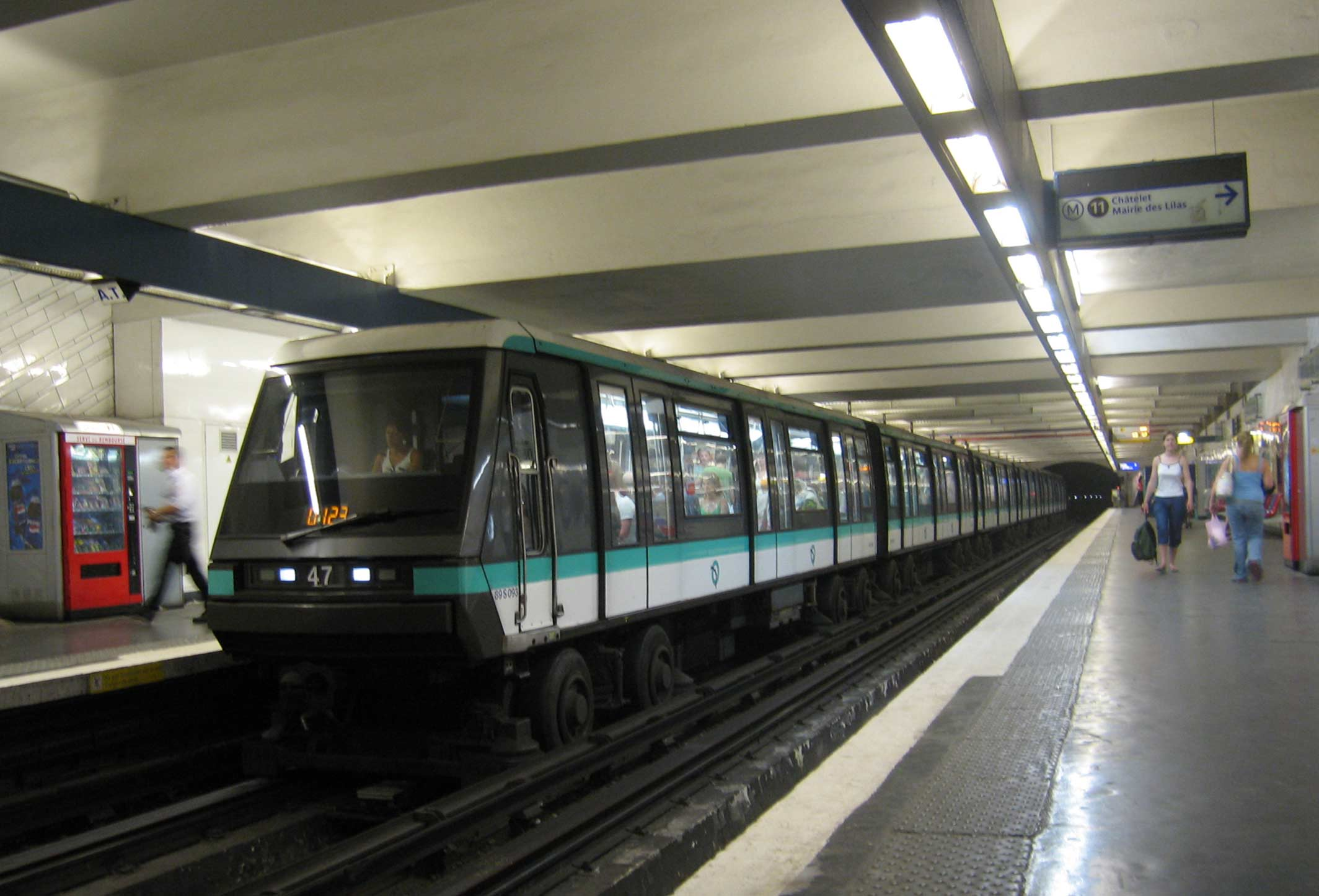
Trem MP 89 na linha 1.

A estação foi aberta em 19 de julho de 1900 com o lançamento do primeiro trecho da linha 1 entre Porte de Vincennes e Porte Maillot.
Em 28 de abril de 1935, a estação da linha 11 foi inaugurada por sua vez por ocasião da inauguração desta entre Châtelet e Porte des Lilas.
No decurso da mesma década, as plataformas da linha 1 foram alargadas a 105 metros por uma cobertura de concreto armado, a fim de acomodar hipotéticos trens de sete carros, projeto que acabou por não se concretizar.

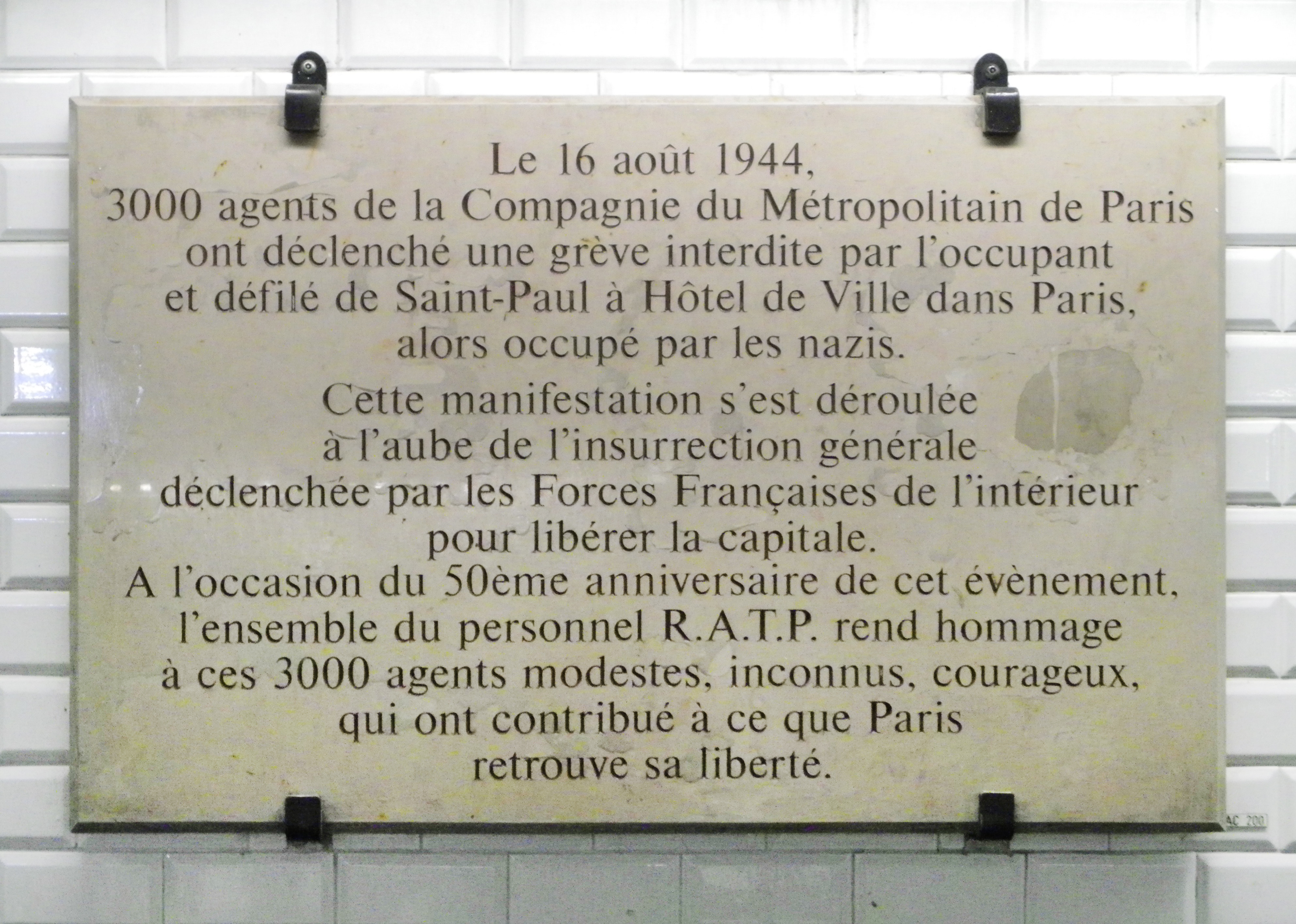
Placa comemorativa do cinquentenário da greve de 3000 agentes da Companhia do Metropolitano de Paris em 16 de agosto de 1944 e de seu desfile entre Saint-Paul e Hôtel de Ville em Paris.

Perto do acesso às plataformas da linha 1, uma placa assinala o cinquentenário da greve de 3 000 agentes da Companhia do Metropolitano de Paris em 16 de agosto de 1944.
Em 2004, ela foi a décima quarta estação mais movimentado na rede, com 12,03 milhões de entradas diretas.
Durante a automatização da linha 1, as plataformas da estação foram elevadas durante o fim de semana de 21 e 22 de março de 2009 para receber portas de plataforma, que foram instaladas em abril de 2010.
De 8 de setembro de 2018 a 12 de outubro de 2018, as plataformas da linha 11 foram, por sua vez, elevadas e ladrilhadas para permitir a chegada de novos equipamentos MP 14 como parte de sua extensão para Rosny-Bois-Perrier, exigindo seu fechamento ao público durante a obra. De 18 de março a 16 de dezembro de 2019, a estação desempenhou temporariamente o papel de terminal oeste devido ao fechamento de 9 meses do terminal Châtelet, que era inadequado para a transição para trens de cinco vagões (comparado para quatro atualmente) por vir. Os trens chegavam e saíam da plataforma oeste, geralmente servida pelo tráfego para Châtelet, estando a via no sentido oposto sem utilização temporariamente.
Em 2011, 12 760 823 passageiros entraram nesta estação. Ela viu entrar 11 953 352 passageiros em 2013, o que a coloca na 13ª posição das estações de metrô por sua frequência.

## Serviços aos Passageiros

### Acessos
A estação tem sete acessos:
- Acesso 1: Rue de Rivoli, lado dos números pares, em frente ao 70, rue de Rivoli
- Acesso 2: Rue du Renard nas proximidades do Centre Georges-Pompidou, em frente ao 1, rue du Renard
- Acesso 3: Rue de la Coutellerie: 31, rue de Rivoli, equipado com uma escada fixa e uma escada rolante
- Acesso 4: Avenue Victoria: 9, place de l'Hôtel-de-Ville
- Acesso 5: Hôtel de Ville, ângulo nordeste da place de l'Hotel-de-Ville, equipado com duas escadas fixas
- Acesso 6: Rue de Lobau uma escada no 5, rue de Lobau e acesso direto ao subsolo do Bazar de l'Hôtel de Ville
- Acesso 7: Rue du Temple equipado com uma escada rolante de saída e uma escada fixa localizada em frente ao 14, rue du Temple

### Plataformas
As plataformas das duas linhas são de configuração padrão: eles são separados pelas vias do metrô situadas no centro. Um afresco parecendo um conjunto dos descritivos culturais é apresentado nos pilares das plataformas da linha 1. É regularmente substituído por afrescos temáticos ou de atualidades.
Na linha 11, a abóbada é elíptica. A decoração é de estilo usado para a maioria das estações de metrô: a faixa de iluminação é branca e arredondados no estilo "Gaudin" da renovação do metrô da década de 2000, e as telhas em cerâmica branca chanfradas sobrepõem os pés-direitos, a abóbada e o tímpano. Os quadros publicitários são de faiança da cor do mel e o nome da estação é também de faiança. Os bancos são do estilo "Motte" de cor azul.

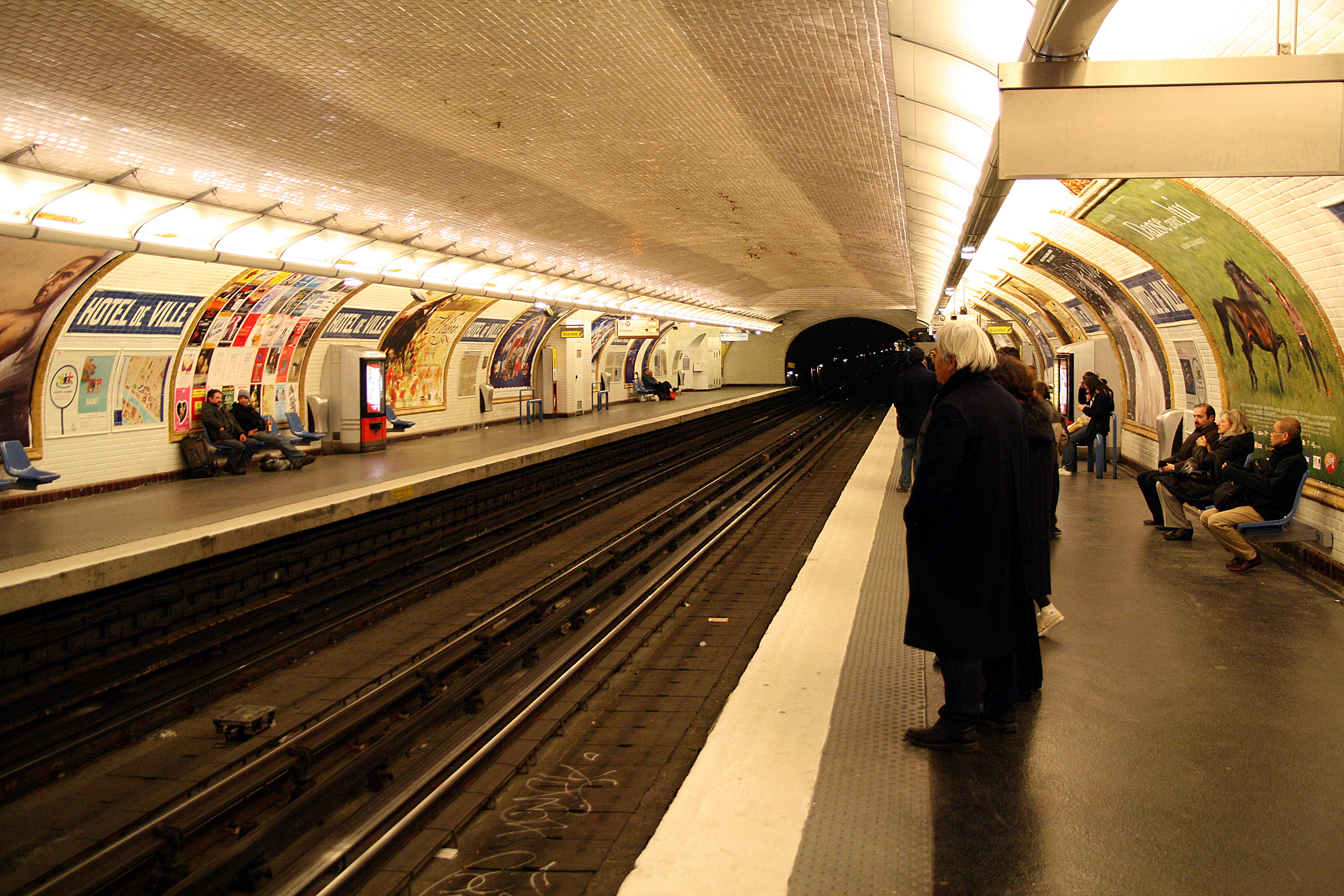
Plataformas da linha 11.

### Intermodalidade
A estação é servida pelas linhas 38, 67, 69, 70, 72, 74, 76 e 96 da rede de ônibus RATP, bem como pela linha turística OpenTour. À noite, ela é servida pelas linhas N11 e N16 da rede de ônibus Noctilien.

## Projetos
No âmbito do projeto de extensão da linha 11, é prevista a criação de um acesso adicional na extremidade norte das plataformas da estação, lado Rambuteau, levando para a rue du Cloître-Saint-Merri. Este acesso secundário permitirá a ligação do Centro Georges Pompidou.

## Pontos turísticos
- Hôtel de Ville de Paris.
- Bazar de l'Hôtel de Ville
- Prefeitura do 4.º arrondissement